# Mikołaj Biel z Błeszna
Mikołaj Biel z Błeszna herbu Ostoja (zm. przed 1432) – dziedzic Błeszna, Białej Wielkiej, Wilkowiecka, Kamyka i Kiedrzyna.

## Życiorys
Pochodził z Błeszna. Był synem Abla Biela z Błeszna herbu Ostoja, podkomorzego wieluńskiego. Jego stryjem był Henryk Biel z Błeszna, kanonik gnieźnieński, proboszcz częstochowski. Miał dwóch braci - Henryka i Zygmunta. Jego małżonką była Anna, z którą miał córkę Barbarę. W roku 1425 dokonał podziału wraz z bratem Henrykiem dóbr spadłych po ojcu. Zmarł około 1432 roku. Jego córka Barbara wyszła za mąż za Ninogniewa z Lipnicy a po jego śmierci powtórnie za Jana Nekandę Trepkę z Grzegorzowic herbu Topór. Po śmierci Barbary całe dobra należące niegdyś do Bielów (z wyjątkiem Libidzy i Białej Małej) przypadły rodzinie Trepków.